# Семья комедиантов
«Семья комедиантов» (фр. La famille de saltimbanques) — картина испанского и французского художника Пабло Пикассо, написанная маслом на холсте в 1905 году. Находится в Национальной галерее искусства в Вашингтоне. Размер картины — 212,8 × 229,6 см.

## Описание
Полотно знаменует собой переходную фазу между голубым и розовым периодами, когда Пикассо возвращается к классическим принципам красоты, и его полотна приобретают более естественные оттенки преимущественно розовых и красных цветов. В это время художник жил в общежитии Бато-Лавуар неподалёку от цирка Медрано на Монмартре, где он много рисовал и писал своих друзей артистов.
На картине изображена семья странствующих цирковых комедиантов на фоне пустынного пейзажа и синего неба, покрытого облаками. В левой части холста расположилась группа из пяти статичных фигур: молодой Арлекин, держащий за руку маленькую девочку, толстый мужчина в красном костюме шута и два юных акробата. Справа на переднем плане в одиночестве сидит грустная молодая женщина. У неё отстранённый взгляд. Кажется, она устала и не в силах продолжать путь. Семья, уже готовая отправиться в дорогу, смотрит на неё с укором. 
Группа из пяти фигур и женщина психологически изолированы и противопоставлены друг другу. Они смотрят в разных направлениях, что вызывает чувство опустошённости и тревоги. И хотя комедианты призваны нести радость и веселье, для Пикассо они символизируют нищенское существование, создают ощущение грусти и потери места в жизни. 
Изначальная тональность этой картины была сине-голубой. Научное исследование выявило три других состояния этого изображения. В них Пикассо изменил фигуры и композицию и переключился с синей тональности на розовую, сознательно позволяя тёмной краске проступать сквозь верхние слои. Таким образом, он создал контур, а также сумрачную завуалированную атмосферу.

## История владения
Работа была приобретена в 1905 году ассоциацией коллекционеров «La Peau de l'Ours» (Медвежья шкура) за относительно высокую в то время цену — 1000 франков. Пикассо считался многообещающим модернистом, но был еще далёк от славы. 2 марта 1914 года картина была продана с аукциона «Отель Друо» в рамках продажи 145 работ. Это был первый аукцион, посвященный модернизму. Сам Пикассо уже вступил в «кубистический период», что сделало его картину главной работой раннего периода. «Семья комедиантов» была продана Генриху Таннхаузеру за очень высокую цену в 11 500 франков. Это означало победу новой живописи во Франции.
В 1915 году Герта Кёниг приобрела картину в галерее Таннхаузер в Мюнхене и владела ею до 1931 года. Затем полотно купил американский предприниматель Честер Дейл, торговец произведениями искусства в Ольденбурге. Он был благотворителем и пожертвовал свою коллекцию Национальной галерее искусства в Вашингтоне.